# Ameerega yoshina
Ameerega yoshina es una especie de anfibio anuro de la familia Dendrobatidae.

## Distribución geográfica
Esta especie es endémica de Perú. Se encuentra en la cordillera Azul en el área de San Martín y en la Serranía de Contamana en la región de Loreto.

## Publicación original
- Brown & Twomey, 2009: Complicated histories: three new species of poison frogs of the genus Ameerega (Anura: Dendrobatidae) from north-central Peru. Zootaxa, n.º 2049, p. 1-38.[4]